# Adolf Galland
Adolf Josef Galland (Westerholt, 19 maart 1912 – Remagen, 9 februari 1996) was een Duitse gevechtspiloot en legerleider uit de Tweede Wereldoorlog.
Galland verwierf grote bekendheid nadat hij in de Slag om Engeland de succesvolste gevechtspiloot was. Later werd hij benoemd tot generaal en werd opperbevelhebber van alle Duitse jachtpiloten. Hiermee was hij na Hermann Göring de belangrijkste persoon binnen de Luftwaffe. Galland ontwierp tijdens de oorlog talloze briljante luchtstrategieën en werd door vriend en vijand bewonderd.
Na de oorlog hielp Galland mee aan de wederopbouw van de nieuwe Duitse luchtmacht. Hij gaf les aan talloze jonge piloten en schreef boeken over vliegmanoeuvres. Galland heeft zodoende een zeer belangrijke bijdrage geleverd aan de moderne luchtvaart.
Hij wordt samen met Hans Joachim Marseille, Hans-Ulrich Rudel en Manfred von Richthofen gezien als een van de beste piloten aller tijden.

## Jeugd

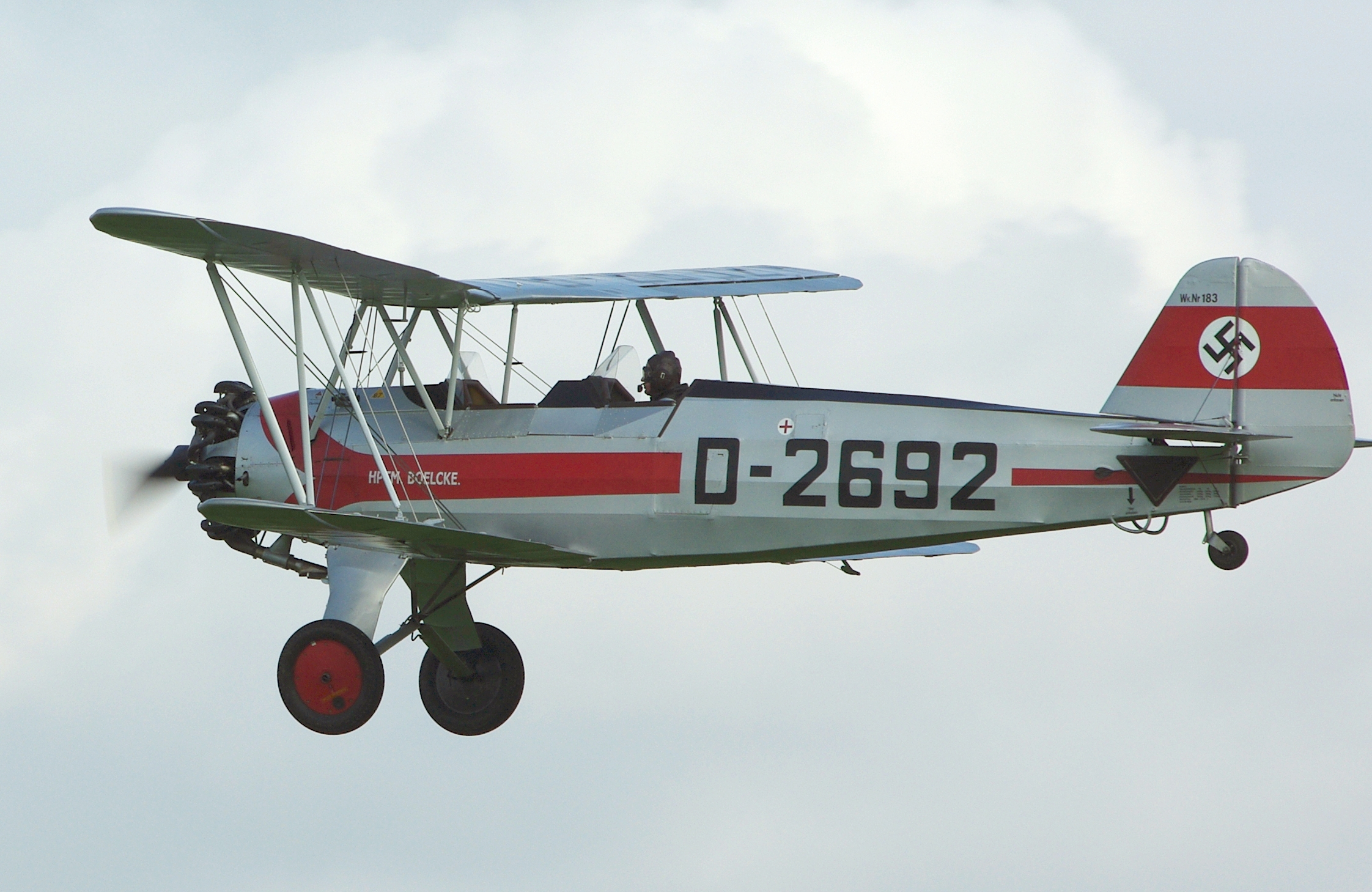
De Focke-Wulf FW-44J Stieglitzc waarmee Galland leerde vliegen

Adolf Galland was al op heel jonge leeftijd gefascineerd door luchtvaart. Toen hij amper 12 jaar was bouwde hij al zweefvliegtuigen waarmee hij opsteeg van een veldje naast zijn huis. Toen Galland nog maar 16 was deed hij al mee aan wedstrijden als zweefvlieger.
Meteen na de middelbare school ging Galland in 1930 werken bij Lufthansa als piloot van passagiersvliegtuigen. Hier haalde hij op 18-jarige leeftijd zijn brevet als piloot van motorvliegtuigen. In 1935 stortte hij neer met zijn Focke-Wulf Fw-44-tweedekker. Hij lag drie dagen in coma met een schedelbreuk, een gebroken neus en glas in zijn ogen. In 1936 stortte hij neer met een Arado Ar 68 en belandde hij opnieuw in het ziekenhuis.

## De opbouw van de Luftwaffe

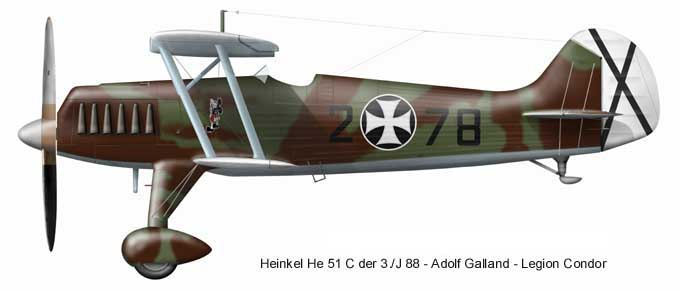
De Heinkel He 51 van het Condorlegioen waarmee Galland in de Spaanse Burgeroorlog vocht

In 1933 hoorde Galland dat Hitler en Göring van plan waren om een grote Duitse luchtmacht op te bouwen. Hoewel Galland geen lid van de nazipartij was meldde hij zich als vrijwilliger aan bij deze nieuwe luchtmacht in de hoop dat hij een grootse carrière zou krijgen. Galland was een van de eerste piloten van de Luftwaffe en hij werd een goede vriend van Göring.
In 1936 was de Luftwaffe grotendeels opgebouwd. Het uitbreken van de Spaanse Burgeroorlog was voor Duitsland de ultieme kans om haar gloednieuwe Luftwaffe uit te testen. Galland werd lid van een groep Duitse piloten die als vrijwilliger meevochten aan de kant van de Nationalisten. Deze groep werd Legioen Condor genoemd. Deelname aan de Spaanse Burgeroorlog had voor hen een experimenteel karakter; Duitsland keek goed hoe haar Luftwaffe in de praktijk functioneerde.
Hij werd onderscheiden met het Spanjekruis in Goud met Zwaarden en Brillanten.

## Galland als gevechtspiloot (1939-1941)

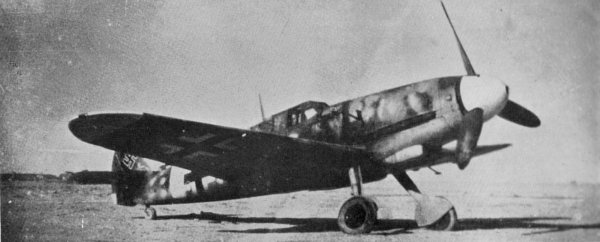
Een Messerschmitt Bf 109

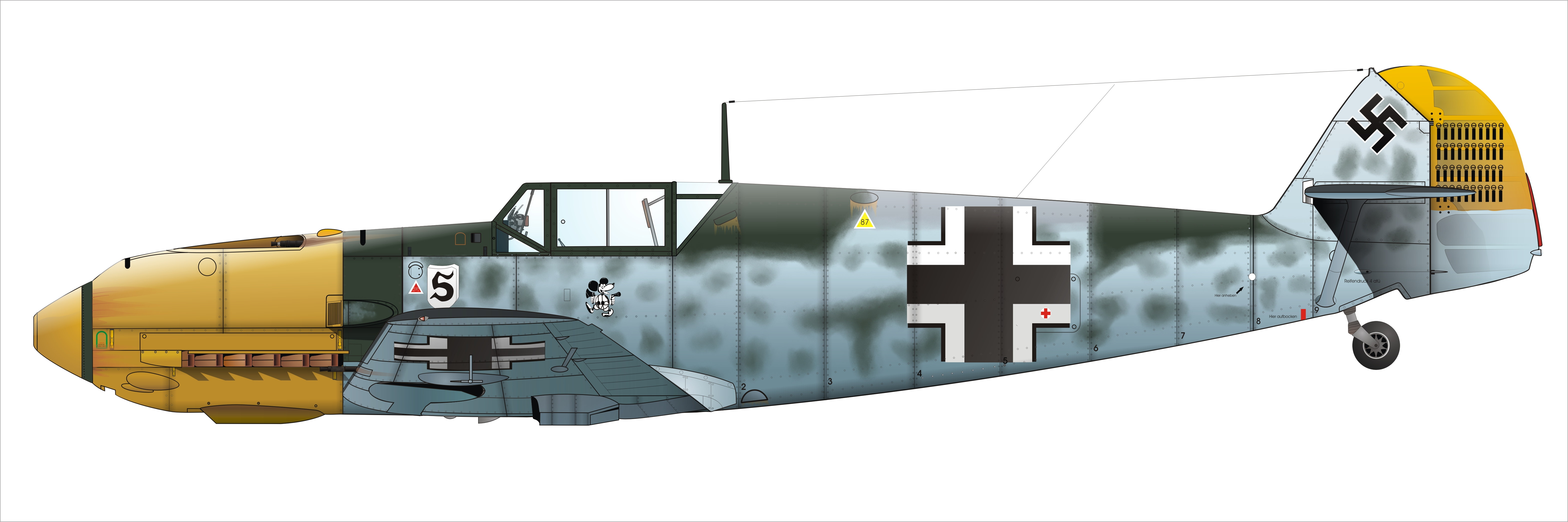
De beschildering met Mickey Mouse van zijn Messerschmitt Bf 109

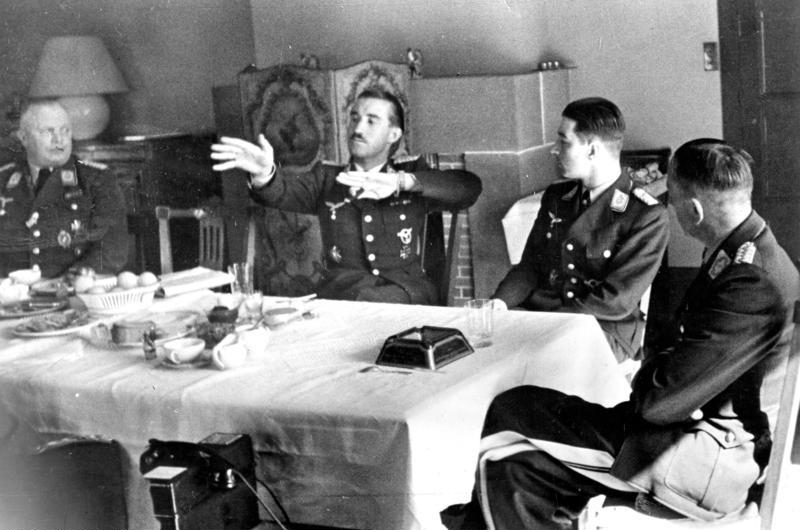
Galland met Werner Mölders op de verjaardag van Theo Osterkamp.

Toen Duitsland in september 1939 Polen binnenviel kwam Galland meteen in actie als leider van een groep ondersteuningsvliegtuigen. In deze periode werd hij beloond met het IJzeren Kruis.
In mei 1940 kwam hij opnieuw in actie als kapitein van een eskader Messerschmitts dat deelnam aan de invasie van België. Galland schoot 3 Hurricane-gevechtsvliegtuigen neer.
Gallands zegetocht kwam in juni 1940 toen hij tot majoor werd benoemd. Hij gaf leiding aan een eskader van 160 vliegtuigen dat jachtvluchten boven Engeland uitvoerde. Het eskader haalde een recordaantal vijandige vliegtuigen neer en Galland schoot als leider 62 Engelse toestellen neer. Hiermee was hij de succesvolste piloot van de Battle of Britain.
Galland vloog in een Messerschmitt Bf 109 met op de zijkant een tekening van een sigaar rokende Mickey Mouse met een bijl in zijn rechter- en een pistool in zijn linkerhand. Op het staartvlak hield Galland nauwkeurig al zijn overwinningen bij.
Galland werd zowel door vriend als vijand geroemd om zijn ridderlijkheid. Galland stond bij zijn collega's bekend als iemand die zich nauwelijks met politiek bezighield, hij was puur geïnteresseerd in luchtvaart en zag oorlog alleen maar als vuil spelletje. Galland zei later in zijn autobiografie:

Ik beschouw mezelf als een sportman die een spel speelt met sporters uit andere landen. Het doel van de sport is elkaars vliegtuig uit te schakelen. Net als bij autoracen vallen daarbij weleens dodelijke ongelukken.

Ook voegde hij daaraan toe:

Politiek heeft me nooit geboeid, ik wilde helemaal niet voor Duitsland sterven of voor Hitler vechten. Ik wilde alleen maar de beste zijn. Ik ben toevallig in Duitsland geboren, als ik in Engeland was geboren had ik tegen de Duitsers gevochten.

Beroemd is bijvoorbeeld de vraag van Hermann Göring of Engelse piloten die uit hun vliegtuig waren gesprongen met hun parachute, alsnog in de lucht afgemaakt konden worden. Galland zei: Ik vernietig alleen machines, ik zal nooit iemand doden. Göring zou daarna tegen hem gezegd hebben: Van u had ik dergelijk antwoord wel verwacht.
Legendarisch is de rivaliteit tussen Galland en zijn goede vriend en luchtaas Werner Mölders. Galland was jaloers op Mölders omdat die tijdens de Spaanse Burgeroorlog meer vliegtuigen had neergeschoten. Als gevolg hiervan deden de twee toppiloten een wedstrijdje om wie de meeste vliegtuigen had neergeschoten. Tijdens The Battle of Britain stond Galland nog aan top met 60 overwinningen tegenover 57 van Mölders. Volgens de legende schijnt Galland op de dag van z'n 60e overwinning een lange neus naar Mölders te hebben gemaakt. In december 1940 maakte Mölders dit gebaar terug toen hij z'n 100e overwinning had behaald terwijl Galland nog op 78 was blijven steken.

## Galland als generaal (1941-1945)

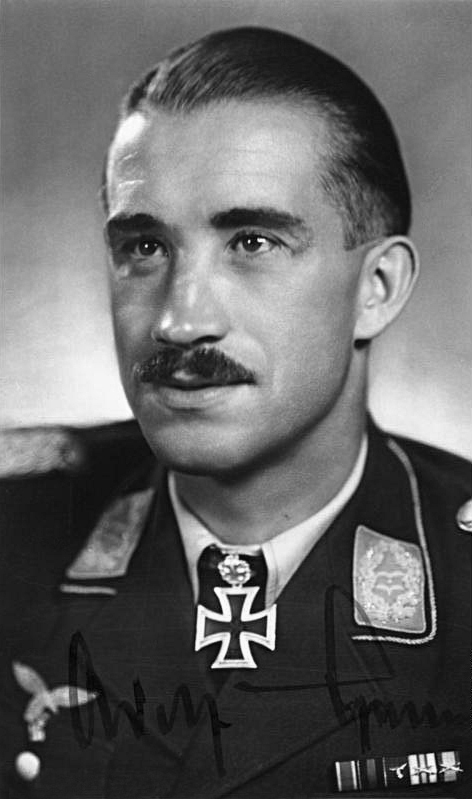
Adolf Galland in 1942

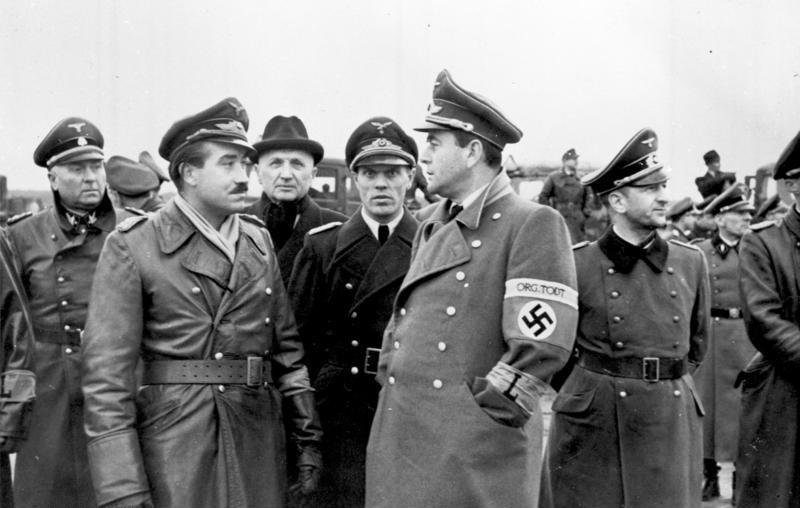
Galland met Albert Speer te Rechling.

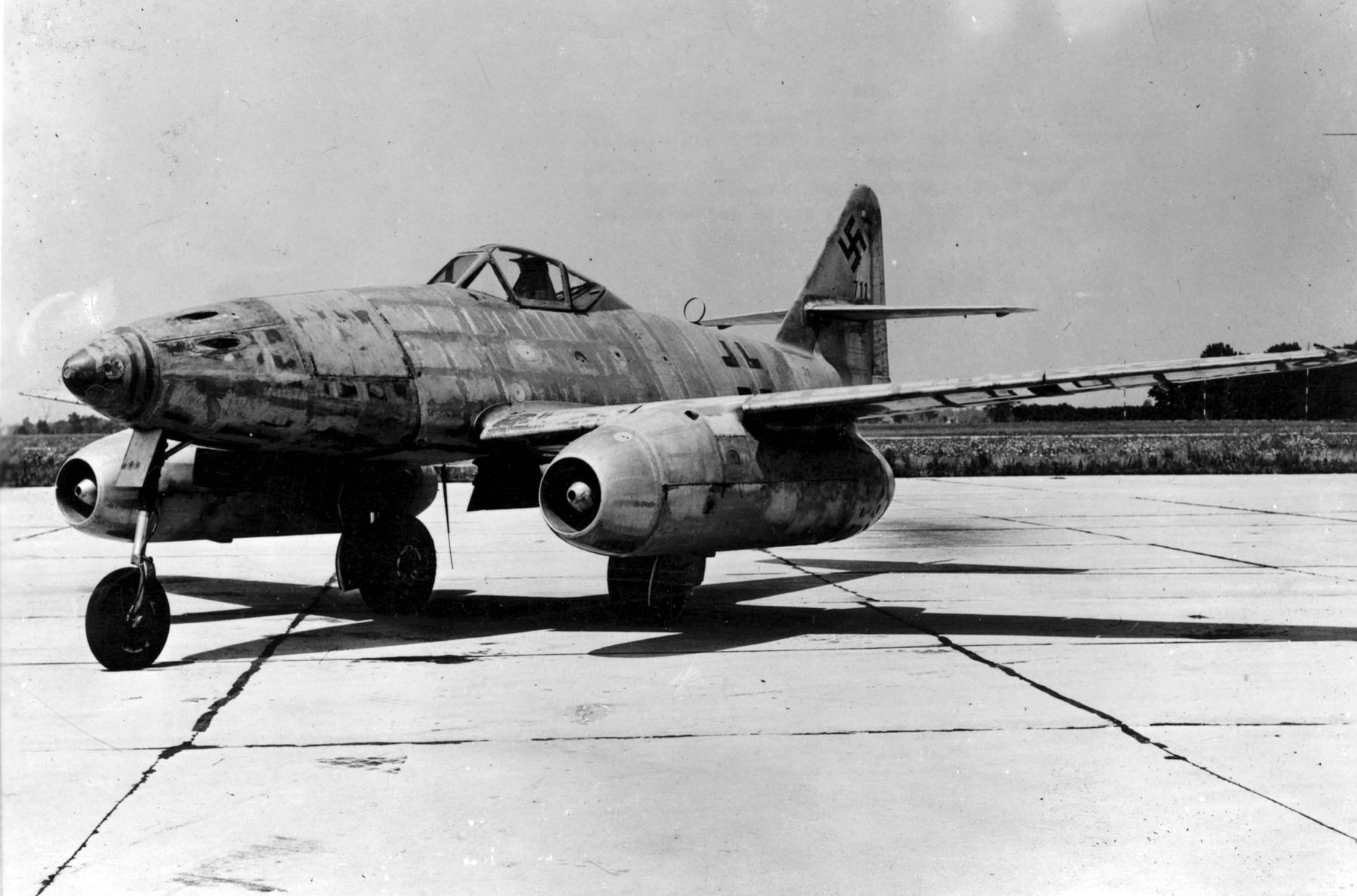
Een Messerschmitt Me 262 straaljager

In oktober 1941 kreeg Galland te horen dat Werner Mölders bij een vliegtuigongeluk om het leven was gekomen. Galland besloot hem op te volgen als generaal van de jachtvliegers.
Galland was nu opperbevelhebber van alle jachtpiloten en was daarmee na Hermann Göring de belangrijkste persoon binnen de Luftwaffe. Hij maakte plannen voor de Duitse jachtvliegers die de Duitse grondtroepen tijdens de invasie van Rusland moesten ondersteunen. Mede dankzij Galland behaalden de Duitse piloten vooral in het begin van de Russische oorlog extreem veel overwinningen. Ook organiseerde Galland veel vernietigende verrassingsaanvallen op Russische vliegvelden waarbij een groot deel van de Russische luchtmacht vernietigd werd nog voordat ze in de lucht kwamen.
In 1943 werd Galland voor zijn prestaties als luchtmachtgeneraal door Hitler beloond met de meest prestigieuze onderscheiding van Duitsland: het diamanten ridderkruis.
Naarmate het einde van de oorlog vorderde ging het steeds slechter met de Luftwaffe. Er was een groot tekort aan brandstof en piloten, de bombardementen werden steeds heviger en de geallieerde luchtmacht kreeg steeds meer het overwicht.
Adolf Galland gaf opdracht aan Walter Nowotny om een eskader van superieure piloten te vormen die allen vlogen met de hypermoderne Messerschmitt Me 262 straaljagers. Dit zogeheten Commando Nowotny zou de geschiedenis ingaan als eerste operationele straaljagereskader. Galland had veel van de aanvalstechnieken en strategieën van dit eskader zelf bedacht en heeft daarmee een zeer grote bijdrage aan de moderne luchtvaart gegeven.
Toen in december 1944 Nowotny gedood werd, besloot Galland hem op te volgen als leider van Commando Nowotny. Galland vloog ook zelf met een Me 262 en schoot in de laatste maanden van de oorlog nog 6 vliegtuigen neer. Hiermee kwam hij in totaal op 106 overwinningen te staan.

## Conflict met Göring
In de zomer van 1943 doken voor het eerst USAAF-jachtvliegtuigen op in het Duitse luchtruim. Galland en Erhard Milch vroegen om meer jachtvliegtuigen om een overwicht op de aanvallers aan te houden. Göring gaf tot in de herfst van 1943 de voorkeur aan meer bommenwerpers om op alle fronten het initiatief te behouden.
In oktober 1943 vergaderden Göring en Galland op Burg Veldenstein bij Neurenberg. Göring stelde op wens van Hitler gevechtsvliegtuigen voor met een kanon van 1000 kg om met één granaat per seconde op de bommenwerpers te schieten. Galland zei dat het kanon ongeschikt was voor een vliegtuig, zou vastlopen en manoeuvres zou hinderen. Galland stelde ook dat ongeschikte vliegtuigen zoals de Messerschmitt Me 410, een favoriet van Hitler, veel verliezen hadden veroorzaakt. Göring legde de argumenten van Galland naast zich neer en beschuldigde de vliegers van lafheid. Galland vroeg om ontslag uit zijn positie en terugkeer naar zijn eenheid. Göring aanvaardde dit eerst, maar kwam er twee weken later op terug en Galland bleef op post.

## Muiterij
Göring gaf Galland en zijn vliegers de schuld voor de bombardementen op Duitsland en verweet hen lafheid. Galland had in vier maanden 1000 piloten verloren en legde een plan voor "Großer Schlag" om de Amerikaanse bommenwerpers te onderscheppen met 2000 jachtvliegtuigen. Hij rekende dat die 400–500 bommenwerpers zouden afschieten en zelf 400 jachtvliegtuigen en 100–150 piloten zouden verliezen. Zijn plan werd niet gevolgd. In plaats daarvan moesten de jachtvliegtuigen vechten in "Unternehmen Bodenplatte" ter ondersteuning van het Ardennenoffensief. Op 13 januari 1945 onthief Göring hem wegens gezondheidsredenen van zijn commando.
Op 17 januari ging een groep van gedecoreerde piloten waaronder Johannes Steinhoff en Günther Lützow naar Göring om hun eisen voor te leggen. Göring verdacht Galland als aanstoker. Heinrich Himmler wilde hem voor verraad voor de krijgsraad brengen. De SS en Gestapo stelden een onderzoek in. Het opperbevel stelde Gordon Gollob aan als zijn opvolger op 23 januari.
Galland trok zich terug in het Harzgebergte onder huisarrest. Hitler vernam dit van Albert Speer en beval dat "al die onzin" meteen moest stoppen. Göring nodigde Galland uit naar Carinhall en bood hem het bevel over de Me 262 straaljagers. Galland aanvaardde op voorwaarde dat Gollob niets te zeggen zou hebben over hem of zijn eenheid.

## Krijgsgevangen
Op 1 mei 1945 zocht Galland contact met de Verenigde Staten om over de overgave van zijn eenheid te onderhandelen. De Amerikanen eisten dat Galland met zijn Me 262 straaljagers naar een vliegveld onder controle van de USAAF zou vliegen. Galland weigerde onder voorwendsel van slecht weer en technische problemen. Galland vertelde toen dat hij zich zou overgeven in het hospitaal van Tegernsee, waar hij patiënt was met een knieletsel opgelopen bij zijn laatste gevecht. Hij beval zijn eenheid die verplaatst was naar Salzburg en Innsbruck om hun Me 262s te vernietigen.
Op 14 mei 1945 werd Galland naar Engeland gevlogen voor ondervraging door de RAF. Hij werd op 24 augustus 1945 overgebracht naar de gevangenis te Hohenpeissenberg. Op 7 oktober 1945 werd hij opnieuw te Engeland ondervraagd. Hij werd vrijgelaten op 28 april 1947.

## Argentinië

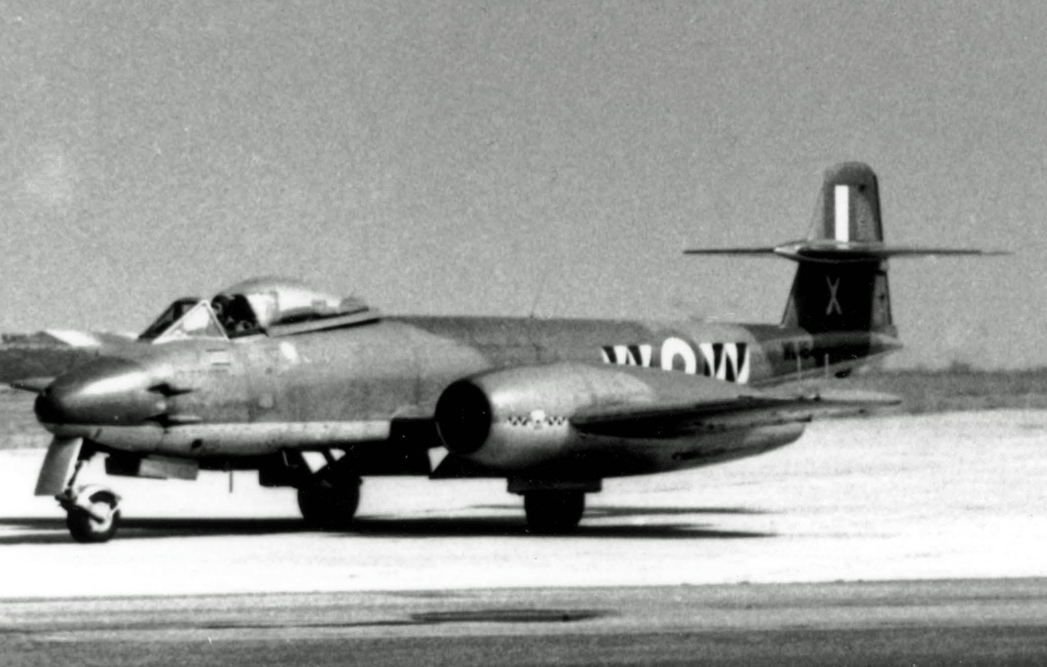
De Gloster Meteor waarmee Galland de Argentijnse luchtmacht opleidde

Na zijn vrijlating uit krijgsgevangenschap zocht hij in Sleeswijk-Holstein zijn vroegere vriendin, baroness Gisela von Donner op en woonde op haar domein met haar drie kinderen terwijl hij als houthakker werkte en ook op jacht ging voor voedsel. Kurt Tank, de ontwerper van de Focke-Wulf Fw 190, nodigde hem uit in zijn huis te Minden. Tank was aangezocht door de Britten en de Sovjets als ontwerper en nodigde Galland uit om in Argentinië als testpiloot te werken. Galland ging samen met Gisela naar El Palomar, Buenos Aires en leerde snel Spaans. Hij vloog er met de Gloster Meteor en leidde er tot in 1955 Argentijnse piloten op. Hij ging er prat op, dat de Argentijnse luchtmacht in de Falklandoorlog vocht met hetgeen ze van hem geleerd hadden. Hij ging dan terug naar Europa en ging samen met Eduard Neumann met de Piaggio P.149 vliegen in Italië.

## Na de oorlog
Galland schreef na de oorlog verscheidene boeken over zijn ervaringen in de Tweede Wereldoorlog. Hij maakte een autobiografie en schreef ook instructieboeken voor eskaderleiders. Vanaf 1953 hielp hij mee aan de wederopbouw van een nieuwe Duitse luchtmacht en gaf hij les aan talloze Duitse en Amerikaanse piloten.
Galland bedacht veel vluchttechnieken, luchtstrategieën en handige trucjes om straaljagers onder controle te krijgen. Ook gaf hij adviezen aan ontwerpers van straaljagers. Galland bleef tot op hoge leeftijd vliegen en maakte op zijn 70e nog een vlucht met een straaljager.
Hij overleed in 1996 aan een natuurlijke oorzaak. Hij kreeg een militaire begrafenis die door Amerikaanse, Britse en Duitse militairen werd bijgewoond.

## Vier vrouwen
Gisela had geweigerd om met hem te trouwen, omdat de bepalingen in het testament van haar overleden echtgenoot inhielden, dat zij haar rijkdom zou verliezen als ze hertrouwde. Ze keerde terug naar Duitsland in 1954. Galland trouwde met Sylvinia von Dönhoff op 12 februari 1954. Het paar scheidde op 10 september 1963 en Galland trouwde met zijn secretaresse Hannelies Ladwein. Ze kregen twee kinderen: Andreas Hubertus op 7 november 1966 en Alexandra-Isabelle op 29 juli 1969. RAF ace Robert Stanford Tuck was de peetvader van Andreas. Galland scheidde van Hannelies en trouwde op 10 februari 1984 met Heidi Horn, die bij hem bleef tot zijn dood.

## Militaire loopbaan
- Fahnenjunker: april 1934[4]
- Fahnenjunker-Unteroffizier: 1 mei 1934[5]
- Fähnrich: 1 september 1934[5]
- Leutnant: 1 januari 1935[5]
- Oberleutnant: 1 augustus 1937[5]
- Hauptmann: 1 oktober 1939[5]
- Major: 19 juli 1940[5]
- Oberstleutnant: 1 november 1940[5]
- Oberst: 4 december 1941[5]
- Generalmajor: 1 november 1942[5]
- Generalleutnant: 1 november 1944[5]

## Decoraties
- Ridderkruis van het IJzeren Kruis op 29 juli 1940 als Major en Gruppenkommandeur van het III./JG 26 "Schlageter"[2][6][7]
- Ridderkruis van het IJzeren Kruis met Eikenloof (nr.3) op 24 September 1940 als Major en Geschwaderkommodore van het JG 26 "Schlageter"[2][6][8]
- Ridderkruis van het IJzeren Kruis met Eikenloof en Zwaarden (nr.1) 21 juni 1941 als Oberstleutnant en Geschwaderkommodore van het JG 26 "Schlageter"[2][6][9]
- Ridderkruis van het IJzeren Kruis met Eikenloof, Zwaarden en Briljanten (nr.2) op 28 januari 1942 als Oberst en Geschwaderkommodore van het JG 26 "Schlageter"[2][6][10]
- IJzeren Kruis 1939, 1e Klasse (22 mei 1940)[2][11] en 2e Klasse (13 september 1939)[2][12]
- Medaille voor de Spaanse Burgeroorlog 1936-1939[13]
- Militaire Medaille (Spanje)[13]
- Bijzondere klasse: Spanje Kruis in goud met Zwaarden en Diamanten op 6 juni 1939[2]
- Gesp voor Gevechtsvluchten aan het Front voor jachtvliegers in goud met getal "400"[13]
- Gewondeninsigne 1939 in zwart[13]
- Gezamenlijke Piloot-Observatiebadge in Goud met Diamanten in augustus 1940[2][13]
- Dienstonderscheiding van Leger en Marine (Duitsland) voor (4 dienstjaren)[4]
- Hij werd zeven maal genoemd in het Wehrmachtbericht. Dat gebeurde op:
- 16 augustus 1940[2]
- 25 september 1940[2]
- 2 november 1940[2]
- 18 april 1941[2]
- 22 juni 1941[2]
- 30 oktober 1941[2]
- 15 februari 1942[2]